# Marina Rochtcha
Marina Rochtcha (Муниципальный округ Марьина Роща) est un district municipal de la ville de Moscou, capitale de la Russie, dépendant du district administratif nord-est.

## Histoire du district
Les premières implantations
Depuis des temps anciens, le territoire de cette région était habité par les Merians. Les forêts de Maryino ont changé de propriétaires à plusieurs reprises. Sous le règne de l'impératrice Anna Ioannovna, elles appartenaient au prince M.A. Cherkassky, puis au comte N.P. Cheremetev.
Fondation et XVIIIe siècle
Au milieu des forêts se trouvait le village de Maryino. Les premières mentions du village de Maryino remontent à la fin du XVIe siècle. Au XVIIe siècle, une sloboda (colonie libre) existait déjà ici. En 1742, près du village de Maryino, fut construit le Kammer-Kollege Val, qui marquait à l'époque la frontière de Moscou. La forêt autour du rempart fut abattue, et les bosquets restés intacts devinrent pendant de nombreuses années un lieu de prédilection pour les promenades populaires. L'Almanach de Moscou écrivait en 1829: «L'épaisseur du bosquet, entièrement vêtu de verdure, offre une agréable promenade, ici plusieurs verstes de circonférence avec toutes les beautés d'une nature non altérée.»
En 1750, sur ordre d'Elizaveta Petrovna, le premier cimetière de Moscou fut établi ici.
XIXe siècle
Au XIXe siècle, de nombreux domestiques des Cheremetev vivaient ici. Dans le village de Maryino résidait la famille des iconostasiens Mochaliny, ainsi que la famille Mandryginy, dont l'un des membres, Ivan Sergeevich, dora les meubles du palais d'Ostankino.
Dans la première moitié du XIXe siècle, Maryina Roshcha devint brièvement un lieu de villégiature à la mode — les habitants locaux commencèrent à louer leurs maisons pour l'été aux citadins.
À l'arrivée d'Alexandre II à Ostankino en 1856, les paysans de Maryino tracèrent une route de la route de Troïtsa à Ostankino, qui fut nommée Tsarskoïe Chaussée (Chaussée du Tsar).
Dans la seconde moitié du XIXe siècle, se trouvait à Maryina Roshcha le jardin «Eldorado», qui fut fermé au début des années 1860.
Après la réforme paysanne de 1861, les terres de Maryina Roshcha furent mises en location. Cela eut un impact négatif sur le destin de Maryina Roshcha. La «Société foncière», qui avait obtenu les terres de Maryina Roshcha des Cheremetev en location à long terme, abattit les arbres et loua les terres à de petits propriétaires.
Maryina Roshcha fut construite de maisons d'un ou deux étages pour les pauvres. Les traditionnelles promenades populaires cessèrent. Après la construction de la ligne de chemin de fer Moscou-Saint-Pétersbourg, Maryina Roshcha fut coupée d'Ostankino. Sur l'ancienne route (aujourd'hui rue Cheremetevskaya), tôt le matin et au coucher du soleil, passait un grand troupeau moscovite, détruisant les derniers îlots de verdure. La ligne ferroviaire de Vindava, dont la construction commença dans les années 1890, coupa définitivement les terres de Maryina Roshcha, et Maryina Roshcha devint un cul-de-sac urbain.
La situation changea après la construction d'un pont sur la voie ferrée, reliant les deux parties de Maryina Roshcha. Cela donna un élan au début de la construction industrielle du district. Krotov et Meteltsov construisirent une usine de bas sur le Sushchevsky Val. Non loin de là, Gusarov installa une petite usine de fabrication de plombs «Patronka», Meshchersky — une lithographie. L'Allemand Gustav List établit une usine de production de pompes sur le virage de la route de Vindava (aujourd'hui l'usine «Borets»). L'apparence de Maryina Roshcha changea progressivement. Les rues furent pavées, et des systèmes d'eau et d'égouts furent installés. Officiellement, Maryina Roshcha fut intégrée à la ville à la fin du XIXe siècle.
Début du XXe siècle
Sous le règne de l'empereur Nicolas II, en 1903, l'église «Nechayannaya Radost» (Joie Inattendue) fut construite sur la rue Cheremetevskaya. À la même époque, un cinéma appelé «Empire» apparut à Maryina Roshcha.
Dans les années 1910, des entrepôts de poisson furent établis sur la 4e rue de Maryina Roshcha. Maryina Roshcha était très populaire parmi les criminels, d'où le dicton: «À Maryina Roshcha, les gens sont plus simples».
Pendant la Première Guerre mondiale, la plupart des hommes du village de Maryino furent enrôlés dans l'armée.
Période soviétique
Pendant la NEP (Nouvelle Politique Économique), les habitants de Maryino labourèrent 50 hectares de terre pour en faire des potagers et se lancèrent dans la floriculture, qui rapportait un revenu décent à l'époque.
En 1927, les ouvriers de l'usine de bas Nogine proposèrent de renommer le district. Des suggestions furent faites pour le nommer «Roshcha Rabochaya» (Bois des Ouvriers) ou «Roshcha Proletarskaya» (Bois Prolétarien).
Dans les années 1930 et 1940, le district de Maryina Roshcha se développa comme un appendice industriel de Moscou. Il faisait partie du district Dzerjinski de Moscou. On y trouvait l'usine «Borets», le combinat des alliages durs (M.K.T.S.), l'usine «Stankolit» et d'autres. Dès les premiers jours de la Grande Guerre patriotique, ces entreprises se reconvertirent dans la production de matériel militaire, de munitions et d'armes. Dans le bâtiment de l'actuelle école № 237, un régiment d'artillerie fut formé, qui reçut le titre honorifique de «Régiment d'artillerie de Stettin, décoré de l'ordre du Drapeau rouge» pour sa bravoure militaire.
À la fin des années 1950, des immeubles résidentiels de cinq étages furent construits. Le district compte également des «khrouchtchevki» (immeubles de l'ère Khrouchtchev), des tours de l'ère Brejnev et des bâtiments modernes.
Création du district

En 1991, les districts municipaux temporaires «Cheremetevsky» et «Maryina Roshcha» furent créés, faisant partie du district administratif nord-est de Moscou et bordés par la rue Cheremetevskaya et la ligne de chemin de fer de liaison Alexeevskaya. Après l'adoption de la loi «Sur la division territoriale de la ville de Moscou» le 5 juillet 1995, ce territoire fut intégré au nouveau district de Moscou, nommé «Maryina Roshcha».

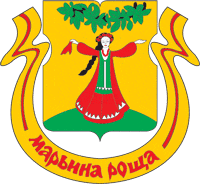
Armes du district
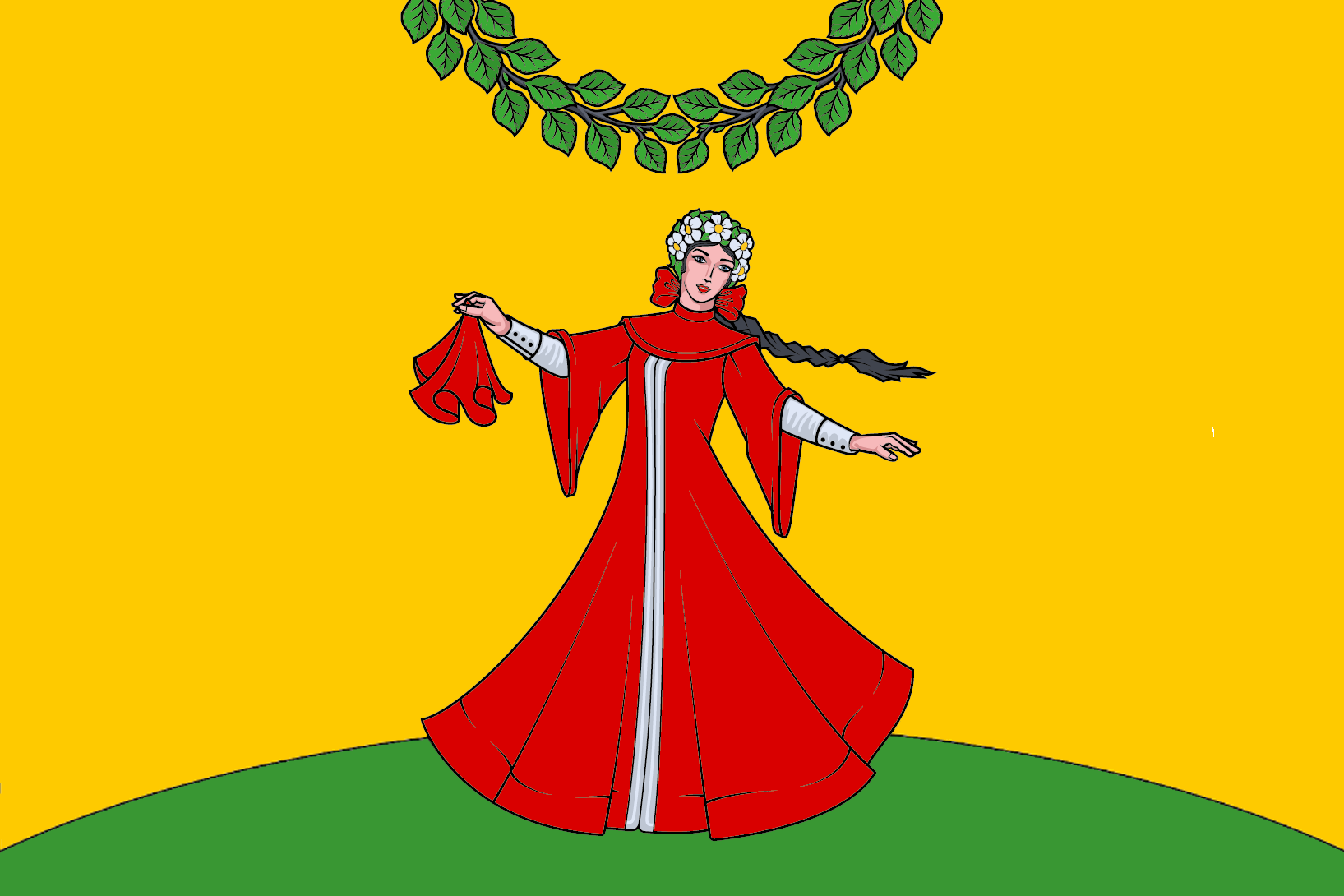
Drapeau du district